# Bơi

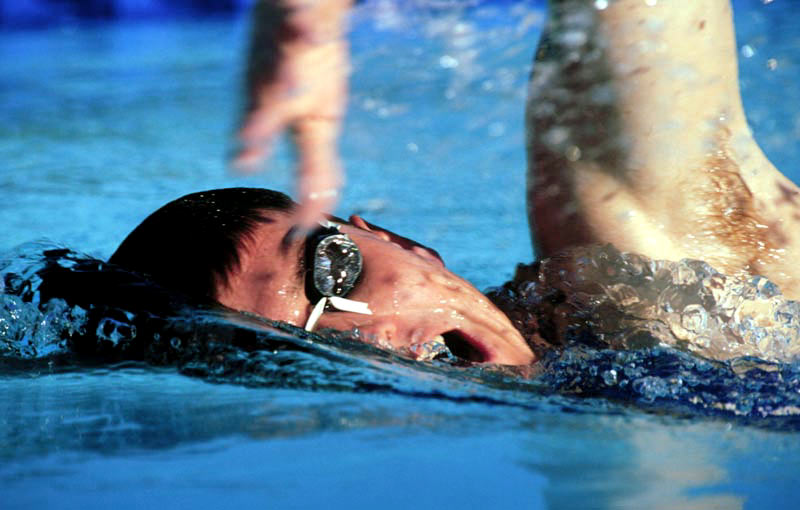
Một vận động viên bơi trườn sấp

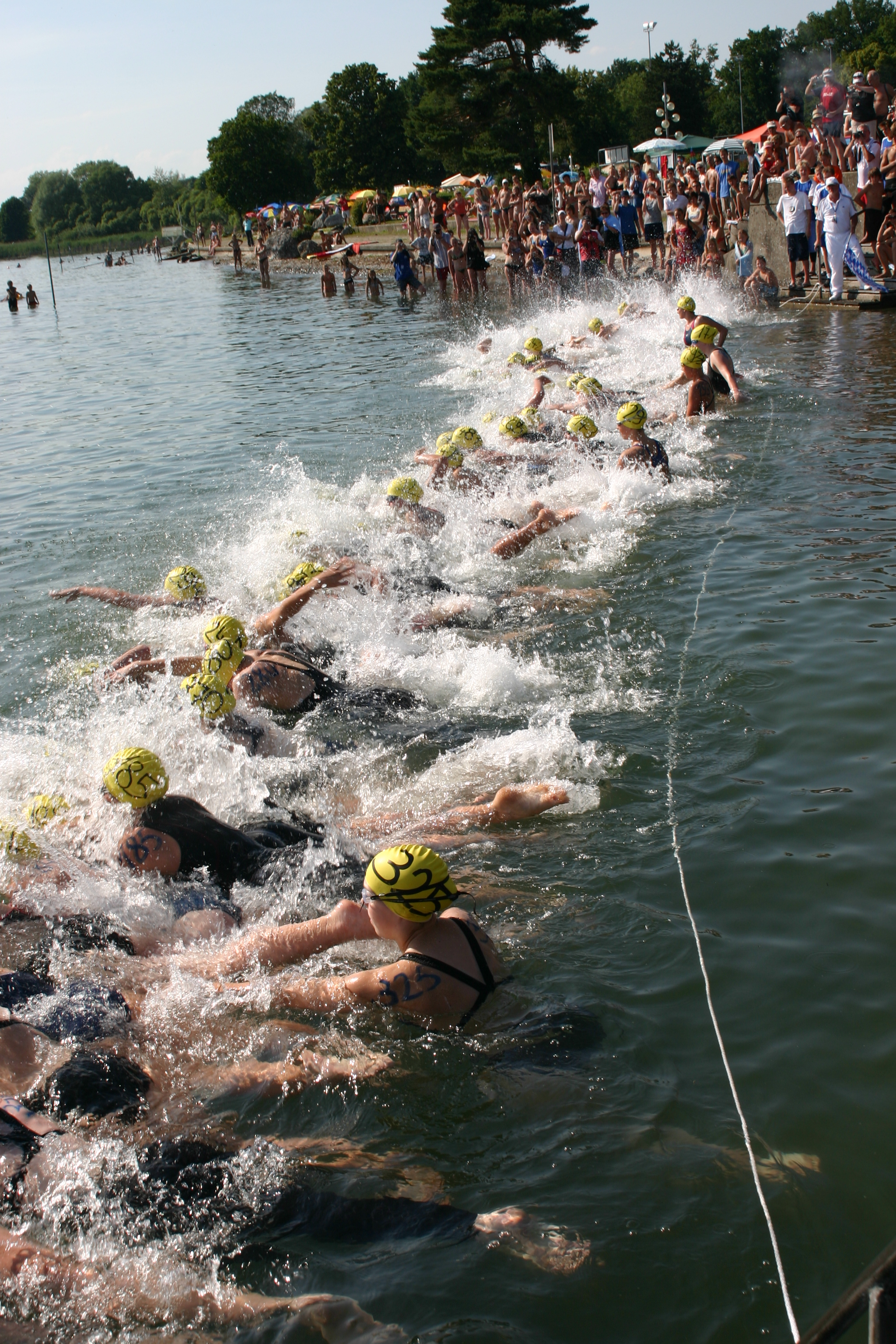
Thi bơi chuyên nghiệp

Bơi là sự vận động trong nước, thường không có sự trợ giúp nhân tạo. Bơi là một hoạt động vừa hữu ích vừa có tính giải trí. Bơi thường được sử dụng khi tắm, làm mát, di chuyển, đánh cá, giải trí, luyện tập và thể thao.

## Lịch sử

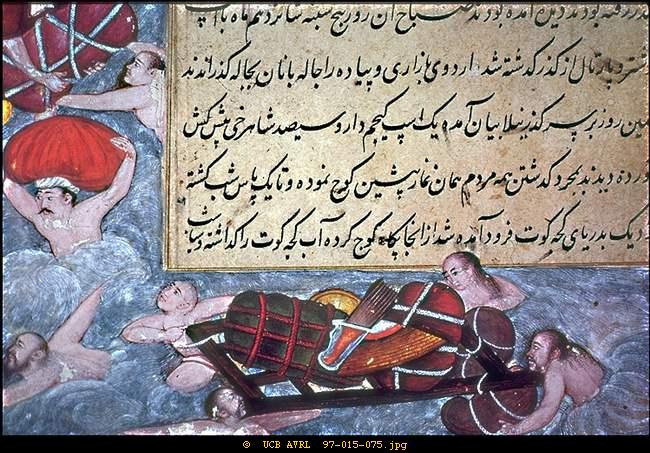
Quân của Babur bơi qua sông.

Bơi đã được biết đến từ thời tiền sử. Tư liệu sớm nhất về bơi đã có từ thời kỳ đồ đá qua các bức họa cách đây 7000 năm. Tài liệu chữ viết có từ khoảng 2000 năm TCN. Những tài liệu tham khảo sớm nhất bao gồm các tác phẩm Gilgamesh, Odyssey, Kinh Thánh (Ezekiel 47:5, Acts 27:42, Isaiah 25:11), Beowulf và truyện dân gian của các dân tộc Bắc Âu.
Năm 1538, Nikolaus Wynman, một giáo sư ngôn ngữ người Đức đã viết cuốn sách đầu tiên nói về bơi, tên cuốn sách đó là: Người bơi hay Một cuộc Đối thoại về Nghệ thuật bơi (Der Schwimmer oder ein Zwiegespräch über die Schwimmkunst). Bơi thi đấu bắt đầu được tổ chức tại châu Âu từ khoảng năm 1800, phần lớn là bơi ếch. Năm 1873 John Arthur Trudgen giới thiệu kiểu bơi trudgen với những vận động viên bơi châu Âu, sau khi ông sao chép kiểu bơi trườn sấp của thổ dân châu Mĩ. Vì người Anh không thích việc nước bị tung tóe khi bơi nên Trudgen đã sử dụng kiểu đạp chân cắt kéo thay cho kiểu đạp chân vẫy của bơi trườn sấp.
Bơi trở thành một môn thể thao trong đại hội thể thao Olympic hiện đại đầu tiên tại Athens năm 1896. Năm 1902 Richard Cavill giới thiệu kiểu bơi trườn sấp tới thế giới phương Tây. Năm 1908 Liên đoàn bơi thế giới, Fédération Internationale de Natation (FINA), được thành lập. Bơi bướm được phát triển trong những năm 1930 và lúc đầu được coi là một biến thể của bơi ếch, cho tới khi được chấp nhận là một kiểu bơi riêng biệt vào năm 1952.

## Bơi giải trí
Mục đích phổ biến nhất của bơi là giải trí. Bơi giải trí là hình thức tốt để thư giãn, đồng thời luyện tập cho cả cơ thể. Nhiều kiểu bơi thích hợp với việc giải trí. Phần lớn người bơi giải trí thích kiểu bơi mà giữ đầu trên mặt nước và hồi phục thế tay ở trong nước. Bơi ếch, bơi nghiêng, bơi trườn sấp nhô đầu và bơi chó là những kiểu bơi phổ biến nhất thường được sử dụng trong bơi giải trí, nhưng các kiểu bơi có hồi phục thế tay ngoài nước như bơi trườn sấp hay bơi bướm lại cho phép khai thác sự khác biệt giữa sức cản của nước và không khí.
Bơi bướm bao gồm phục hồi ngoài nước với sự vận động đối xứng của cơ thể là kiểu bơi thích hợp cho bơi rèn luyện nặng. Ví dụ, một kỉ lục trong bơi sức bền, Vicki Keith vượt qua hồ Ontario bằng cách bơi bướm. Việc bơi giải trí thường diễn ra trong hồ bơi và nơi nước lặng (biển, hồ, sông), vì vậy bơi trườn sấp cũng thích hợp cho mục đích giải trí.

## Bơi công việc
Một số việc cần người làm phải biết bơi. Ví dụ, người kiếm bào ngư hoặc ngọc trai phải bơi và lặn để kiếm lợi ích kinh tế.
Bơi được sử dụng để cứu hộ những người bơi khác khi họ bị kiệt sức. Ở Mĩ, hầu hết các thành phố và các bang đều huấn luyện người cứu hộ, họ được triển khai ở bể bơi và bãi biển. Có một số kiểu bơi đặc biệt dành cho mục đích cứu hộ (xem Danh sách các kiểu bơi). Những người cứu hộ hay thành viên lực lượng Bảo vệ Bờ biển Mĩ phải học các kĩ thuật đó. Việc huấn luyện kĩ thuật này cũng tạo ra những cuộc thi, ví dụ như lướt sóng cứu sinh.
Bơi cũng được sử dụng trong sinh học biển nhằm quan sát các loài thực vật và động vật trong môi trường sống tự nhiên. Các ngành khoa học cũng dùng bơi, ví dụ Konrad Lorenz bơi với ngỗng để nghiên cứu về hành vi động vật.
Bơi cũng dùng cho mục đích quân sự. Bơi vũ trang thường được sử dụng bởi các lực lượng đặc nhiệm ví dụ SEALS của Mĩ. Bơi dùng để tiếp cận mục tiêu, thu thập tin tức tình báo, phá hoại hay chiến đấu và dùng để rời mục tiêu. Việc này có thể bao gồm nhảy dù từ máy bay xuống nước hoặc thoát ra khỏi tàu ngầm đang lặn. Vì sự phổ biến của mặt nước trên Trái Đất, tất cả các tân binh của hải quân Mĩ, thủy quân lục chiến Mĩ và bảo vệ bờ biển Mĩ đều phải hoàn thành khóa huấn luyện bơi cơ bản hoặc kĩ năng sống sót trong nước.
Bơi cũng là một môn thể thao chuyên nghiệp. Các công ty như Speedo, TYR Sports, Arena và Nike tài trợ cho những vận động viên ở tầm quốc tế. Những món tiền thưởng thường được tặng cho những vận động viên đã phá kỷ lục. Những người bơi chuyên nghiệp có thể kiếm sống bằng cách làm diễn viên, biểu diễn ballet nước.

## Bơi thể thao
Bơi là một loại hình rèn luyện tuyệt vời. Bởi vì khối lượng riêng của cơ thể con người rất gần với nước nên nước hỗ trợ tốt cho cơ thể đồng thời khớp và xương ít phải chịu áp lực. Bơi cũng thường được sử dụng để làm bài tập trong quá trình hồi phục sau chấn thương hoặc cho những người tàn tật.
Bơi kháng cự là một loại hình bơi rèn luyện. Nó được sử dụng vì mục đích huấn luyện để giữ người bơi tại chỗ nhằm phân tích kĩ thuật bơi, hoặc để bơi trong không gian hạn chế để thi đấu hoặc vì lý do chữa bệnh. Bơi kháng cự có thể tiến hành bằng cách chống lại sóng tạo ra bởi máy bơi hay giữ người bơi một chỗ bằng phụ tùng đàn hồi.
Bơi về cơ bản là một loại hình rèn luyện ưa khí do thời gian rèn luyện dài và cơ bắp yêu cầu một lượng oxygen liên tục, trừ trường hợp bơi nước rút ngắn khi cơ bắp làm việc theo kiểu yếm khí. Giống như phần lớn phần lớn các loại hình rèn luyện ưa khí, bơi được cho là sẽ làm giảm tác hại của stress. Bơi cũng có thể cải thiện hình thể và phát triển một cơ thể chắc khỏe, thường hay được gọi là "thể hình người bơi".

## Các kiểu bơi

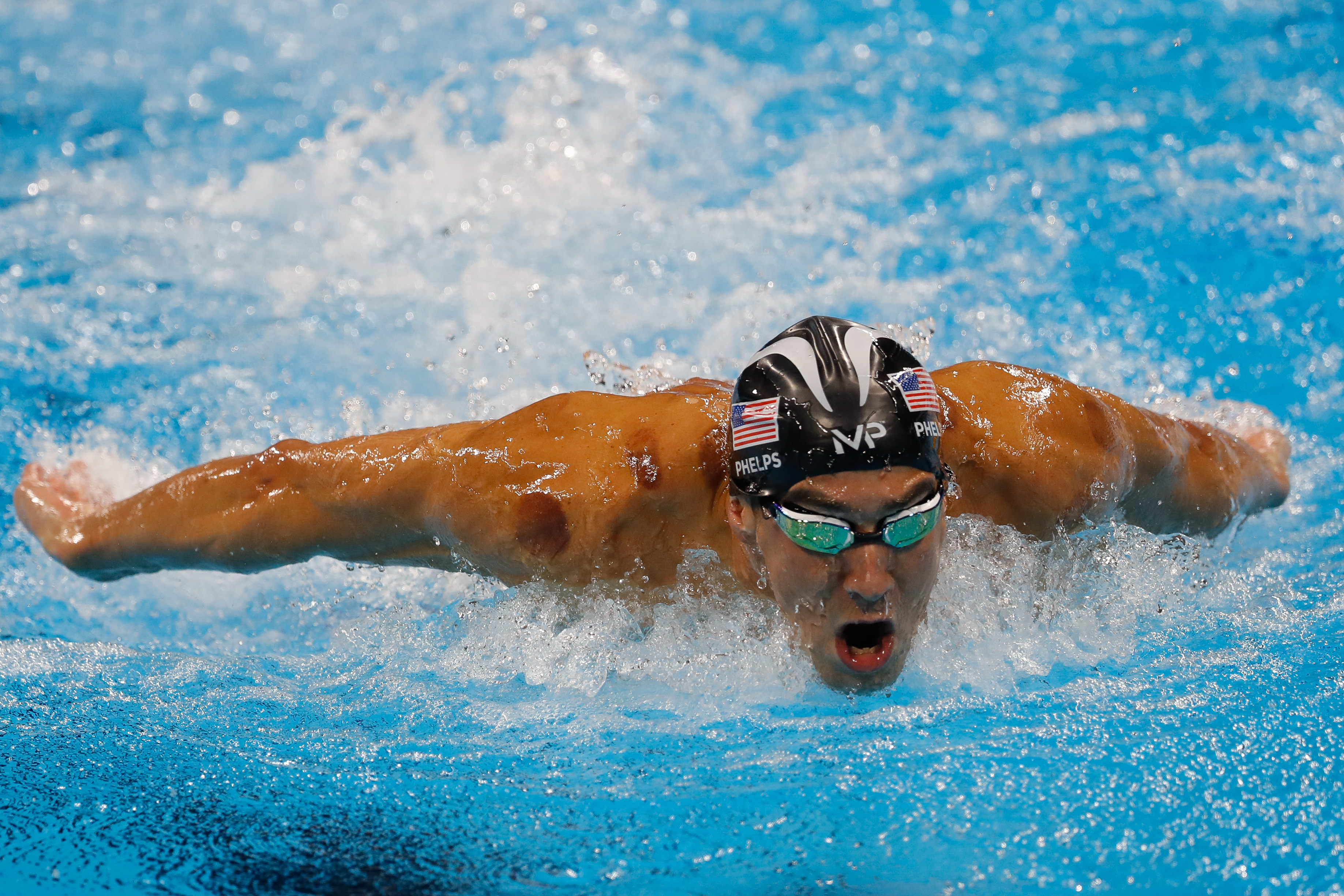
Michael Phelps đang bơi bướm tại Thế vận hội Rio 2016.

Kiểu bơi thường được cho là một chu kì (được lặp lại nhiều lần khi bơi) trong đó hoàn thành một loạt các động tác vận động cơ thể. Có thể bơi bằng cách dùng tay không dùng chân hoặc dùng chân không dùng tay; những kiểu bơi đó có thể được sử dụng vì mục đích đặc biệt, để huấn luyện hay tập luyện hay cho người tàn tật và người liệt.
Có các kiểu bơi sau:
- Bơi sải (bơi trườn sấp) (tiếng Anh: Freestyle stroke)
- Bơi bướm: (tiếng Anh: Butterfly stroke, hoặc đôi khi là Fly stroke, Dolphin stroke)
- Bơi ngửa (tiếng Anh: Backstroke)
- Bơi ếch (tiếng Anh: Breaststroke)
- Bơi chó
- Bơi lượn sóng
- Bơi lặn (tiếng Anh: Dive)

## Rủi ro

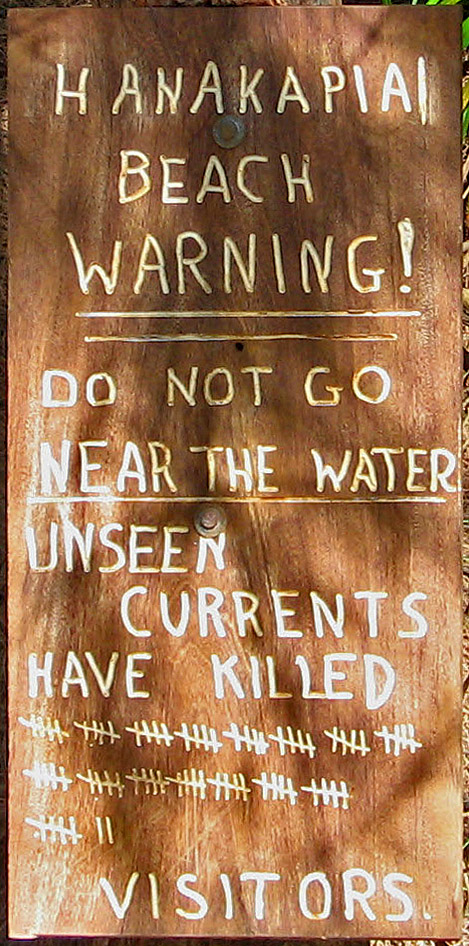
Một biển cảnh báo người đi bộ trên đường tới bãi biển Hanakapiai

Bơi là một hoạt động ích lợi cho sức khỏe mà lại có ít ảnh hưởng tới khớp. Một người bơi ít chịu rủi ro chấn thương hơn khi so sánh với các môn thể thao khác. Tuy nhiên có những rủi ro sức khỏe khi bơi, bao gồm những nguy cơ sau đây:
- Chết đuối, do các nguyên nhân:

1. Điều kiện nước bất lợi tràn ngập hoặc át hẳn người bơi
2. Bị đẩy xuống nước một cách bất ngờ do vô ý hoặc cố tình.
3. Kiệt sức hoặc bất tỉnh.
4. Mất khả năng hành động khi rơi vào vùng nước nông tối, đau tim hay đột quỵ

- Hậu quả bất lợi do ngâm nước

1. Chết đuối thứ cấp, khi nước mặn do sặc tạo ra bọt trong phổi gây thêm hạn chế khi thở.
2. Hội chứng hít phải nước phải.
3. Sốc nhiệt độ sau khi nhảy xuống nước có thể khiến tim ngừng đập.
4. Lồi ương phát triển bất bình thường ở ống tai do sự tiếp xúc liên tục và thường xuyên với nước (được biết đến như là hiện tượng Tai người bơi).

- Phơi nhiễm chất hóa học

1. Clo tẩy trùng làm tăng pH của nước nếu không sửa chữa sự tăng pH này thì nó làm da và mắt bị kích thích.
2. Hít phải Clo; hít phải một lượng nhỏ khí clo từ mặt nước trong khi bơi trong một thời gian dài có thể gây hậu quả bất lợi cho phổi, đặc biệt là đối với những người mắc bệnh hen. Vấn đề này có thể được giải quyết bằng cách lắp đặt hệ thống thông gió ở bể bơi hoặc tốt nhất là làm bể bơi ngoài trời.
3. Clo cũng ảnh hưởng tiêu cực tới thẩm mỹ sau khi phơi nhiễm lặp đi lặp lại, làm tóc nâu mất màu và khiến nó trở nên sáng màu. Clo gây nguy hại tới cấu trúc của tóc, khiến nó trở nên "xoăn". Clo cũng có thể hòa tan đồng, khiến tóc vàng biến thành màu xanh. Việc bảo dưỡng bể bơi đúng cách quy cách sẽ làm giảm lượng đồng ở trong nước, trong khi làm ướt tóc trước khi xuống bể bơi có thể giảm thiểu hiện tượng trên.
4. Clo thường còn tồn trên da dưới dạng khan, ngay cả sau khi tắm nhiều lần. Clo bắt đầu bốc mùi ngay khi nó trở lại trạng thái dung dịch (khi ta đổ mồ hôi, hay trong lúc tắm, v.v..).

- Nhiễm bệnh

1. Nước là môi trường tuyệt vời cho nhiều loại vi khuẩn, động thực vật ký sinh, nấm và virus; chúng tác động đến con người tùy theo chất lượng nước.
2. Da có thể bị bệnh từ hồ bơi hoặc từ phòng tắm và gây ra hiện tượng nước ăn chân. Cách đơn giản nhất để tránh hiện tượng này là lau khô các kẽ ngón chân.
3. Động vật ký sinh như Cryptosporidium có thể chống chịu được Clo và có thể gây ỉa chảy khi người bơi nuốt phải nước bể bơi.
4. Tai có thể bị nhiễm bệnh như viêm tai giữa, viêm tai ngoài.
5. Khi nồng độ Clo không được cân bằng đúng cách, nhiều vấn đề sức khỏe nghiêm trọng có thể xảy ra như là chứng viêm phế quản mạn tính và hen.

- Những vận động của chính người bơi

1. Chấn thương do vận động quá nhiều: người bơi bướm thi đấu có thể bị đau lưng, thậm chí gãy đốt sống trong những trường hợp hiếm, và đau vai sau nhiều năm luyện tập; người bơi ếch có thể bị đau gối và hông.
2. Việc thở quá nhanh nhằm tăng thời gian nhịn thở dưới nước làm giảm lượng CO2 kết quả là làm giảm nhu cầu thở và mất ý thức khi đến cuối quá trình lặn.

- Điều kiện nước và thời tiết bất lợi

1. Dòng nước, bao gồm thủy triều và sông có thể gây kiệt sức, đưa người bơi vào trạng thái mất an toàn hoặc chìm.
2. Gió tạo thêm sóng và có thể cuốn người bơi đi hướng khác
3. Sự giảm thân nhiệt, gây ra bởi nước lạnh, có thể dẫn tới kiệt sức nhanh chóng và bất tỉnh.
4. Sự sạm da tăng thêm do sự phản chiếu của mặt nước và thiếu quần áo khi bơi. Tiếp xúc lâu dài với ánh sáng mặt trời làm tăng nguy cơ ung thư da.

- Các vật thể trong nước

1. Chân vịt tàu thuyền là nguyên nhân chính của nhiều tai nạn, do một chiếc thuyền chạy qua hoặc bị vướng khi cố trèo lên thuyền.
2. Va chạm với người bơi khác, với thành bể, đã hay thuyền.
3. Lao đầu xuống nước, va vào vật thể chìm trong nước hoặc đáy, thường xảy ra khi nước đục.
4. Va vào các vật thể dưới nước, đặc biệt là cành cây chìm dưới nước hay xác tàu.
5. Dẫm phải vật sắc nhọn ví dụ như thủy tinh vỡ

- Sinh vật ở dưới nước

1. Nọc độc của sứa và một số san hô
2. Hình thể sắc nhọn của nhím biển, trai vằn, cá đuối gai độc.
3. Phát cắn của cá mập và các loại rắn và cá khác, kể cả bị kẹp bởi tôm hùm và cua.
4. Điện giật do cá đuối điện và lươn điện.

Các tổ chức thường xuất bản các hướng dẫn an toàn để giúp người bơi phòng tránh các rủi ro. Một cách hữu hiệu là nổi trên nước rất lâu không cần cử động.
Ở Thụy Điển, Đan Mạch, Na Uy và Phần Lan, chương trình học lớp 5 yêu cầu mọi trẻ em phải học bơi cũng như học cách kiểm soát tình huống khẩn cấp ở gần nước. Thường thường, yêu cầu với trẻ là bơi được 200m hoặc ít nhất là 50m sấp lưng nếu bị rơi xuống nước sâu và giữ đầu dưới nước. Dù 95% trẻ em Thụy Điển ở tuổi tới trường biết bơi, chết đuối vẫn là nguyên nhân tử vong phổ biến thứ ba trong trẻ em.
Ở cả Hà Lan và Bỉ, những bài học bơi ở trường được chính phủ hỗ trợ. Phần lớn các trường học đều dạy bơi. Có một truyền thống dạy bơi lâu dài ở Hà Lan và Bỉ, từ bơi ếch trong tiếng Hà Lan thậm chí được dịch là kiểu bơi nhà trường (schoolslag). Trẻ em được học nhiều biến thế của bơi ếch, có thể không hoàn toàn chính xác về mặt kĩ thuật.
Ở nhiều nơi, những bài học bơi được dạy cung cấp bởi các bể bơi địa phương, các bể bơi được vận hành bởi chính quyền địa phương và các công ty trong thời gian rỗi. Nhiều trường học cũng bổ sung các bài học bơi vào môn học giáo dục thể chất, thường được dạy ở bể bơi của trường hoặc bể bơi gần nhất.
Ở vương quốc Anh, chương trình "Top-ups scheme" (tạm dịch: Kế hoạch bù đắp) yêu cầu mọi trẻ em đang đi học mà không biết bơi và trên 11 tuổi sẽ phải nhận được các bài học bơi hàng ngày một cách tập trung. Những trẻ vẫn chưa đạt chuẩn bơi lội vương quốc Anh 25m về mặt thời gian khi rời trường tiểu học sẽ được dạy bơi nửa giờ mỗi ngày trong vòng 2 tuần trong năm học.
Ở Canada và México cũng đã có những lời kêu gọi đưa môn bơi vào chương trình giáo dục phổ thông.

## Bài học về nổi trên nước rất lâu không cần cử động
Không những học bơi, trẻ nhỏ cần học cách để nổi trên nước rất lâu không cần cử động. Các bậc phụ huynh cần dạy trẻ nhỏ cách này.

## Quần áo và trang bị

### Quần áo bơi thi đấu
- Female suits: Racerback • Kneeskin • Bodyskin
- Male suits: Swim briefs • Jammers • Square leg suits • Legskin • Kneeskin • Bodyskin
- Accessories: Goggles • Swim cap Phụ tùng: kính bơi, mũ bơi
- Training gear:Training fins • Pull buoy • Hand Paddles • Fistgloves • Swimming board • Swimming machine • Inflatable armbands

### Đồ bơi
Quần áo hàng ngày không thích hợp và nguy hiểm nếu dùng để bơi. Đối với nhiều nền văn hóa trong lịch sử thì việc bơi khỏa thân là bình thường tuy nhiên khi khỏa thân bị cấm đoán, những quần áo được đặc chế cho bơi trở thành tiêu chuẩn. Gần như mọi nền văn hóa ngày nay đều chấp nhận người mặc đồ bơi khi bơi.

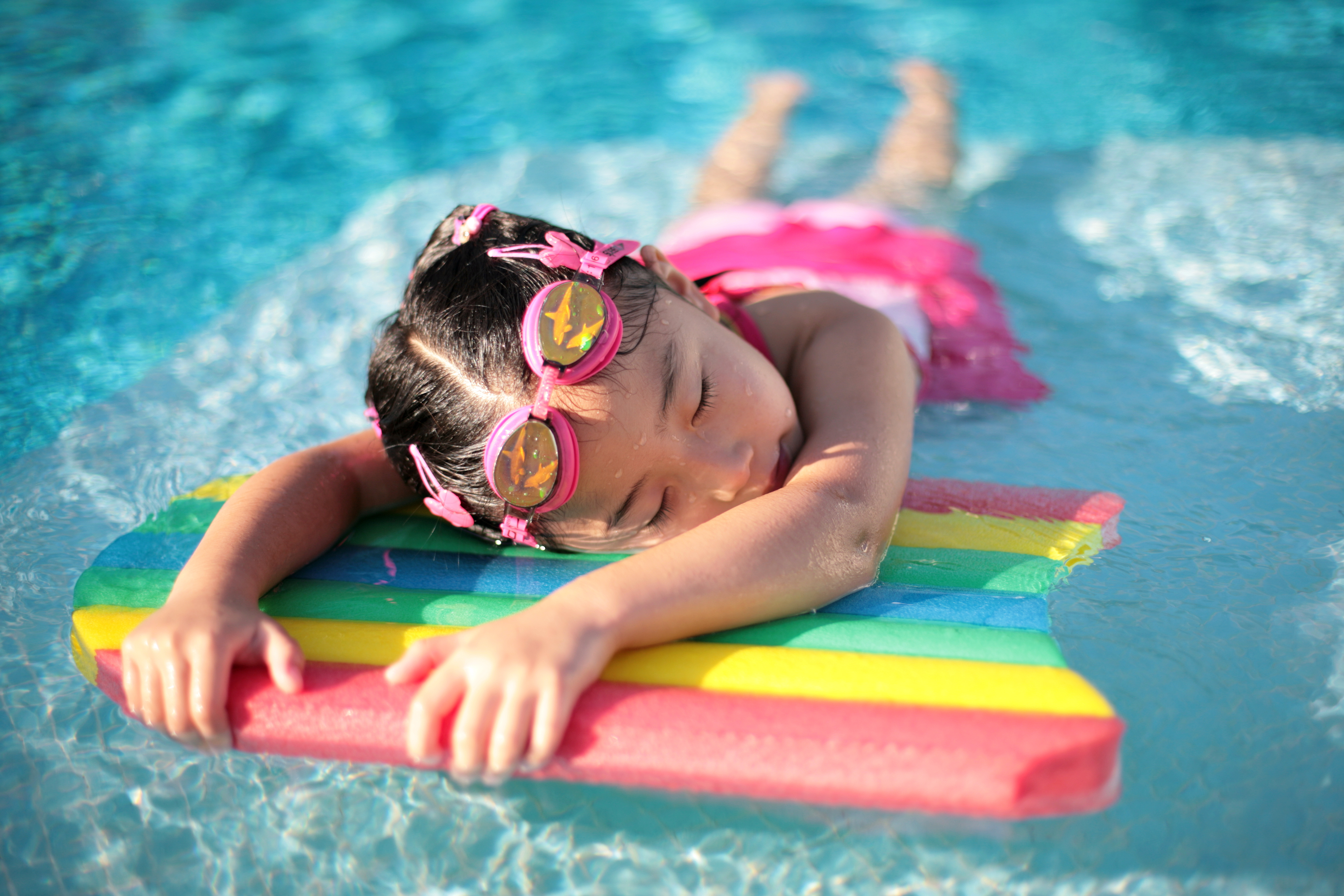
Một bé gái trong hồ bơi, nắm lấy một phao nổi polystyren có màu sắc cầu vồng.

Đồ bơi dành cho nam thường là quần có dạng sịp tam giác (briefs) hoặc soóc (short), có thể bó chặt (jammers) hoặc lỏng (swim trunks), trùm kín toàn bộ hoặc một phần đùi. Phần trên cơ thể thường được để hở. Một số nền văn hóa, phong tục và có thể cả luật yêu cầu phần trên phải để hở khi bơi ở nơi công cộng.
Đồ bơi hiện đại cho phụ nữ thường là bó chặt, có thể gồm hai mảnh để che phủ vú và vùng xương chậu hoặc một mảnh để che phủ cả hai phần trên cộng thêm phần eo. Váy không phổ biến ở các nước phương Tây tuy nhiên ở một số nước, ví dụ Việt Nam, đồ bơi nữ gắn váy ngắn để che bớt phần xương chậu khá phổ biến. Một số nền văn hóa khác yêu cầu phụ nữ phải mặc quần soóc khi bơi, đôi khi quần này che phủ hoàn toàn chân.
Đồ bơi thi đấu thì tìm cách tăng tốc độ cho người bơi hơn là khi họ để da trần. Để tăng thêm tốc độ, người bơi mặc một bộ đồ bơi che phủ gần như toàn thân, thường có những lỗ hổng không khí bằng cao su hoặc nhựa nhằm làm tan nước gần cơ thể người bơi và cung cấp thêm một lực đẩy nhỏ nhằm giúp vận động viên bơi nhanh hơn. Tuy nhiên kể từ năm 2010 các bộ đồ bơi toàn thân đã bị FINA (Liên đoàn bơi lội thế giới) cấm dùng trong thi đấu thể thao. Từ 2010, đồ bơi nam không được mặc đồ phủ trên rốn và không kéo xuống qua đầu gối, đồ bơi nữ không phủ qua cổ, không phủ hết vai và cũng không kéo xuống qua đầu gối.

### Trang bị
- Mũ bơi giúp người bơi tăng tính thủy động lực học.
- Kính bơi bảo vệ mắt khỏi nước chứa clo và có thể giúp tăng tầm nhìn trong nước.
- Nút tai để ngăn nước vào tai, vì việc này có thể gây viêm nhiễm tai.
- Phao bơi và ván bơi được sử dụng dùng cho mục đích huấn luyện và rèn luyện.
- Chân bơi (Chân vịt bơi hay Chân nhái): được thiết kế để giúp người bơi phát triển một cú đá mạnh hơn, tăng nhịp độ đá và cải thiện sự linh hoạt của mắt cá chân. Chúng cũng giúp người bơi trượt trong nước nhanh hơn.
- Bao tay bơi: bao tay nhằm tăng cảm giác với nước khi bơi

## Trên tiền xu
Các nội dung bơi lội được lựa chọn như là môtíp chính trong nhiều đồng tiền của các nhà sưu tập. Một trong nhiều ví dụ là đồng tiền xu kỉ niệm môn bơi 10 Euro, được đúc năm 2003 để kỉ niệm Olympic Mùa hè 2004. Trên mặt chính của đồng tiền là hình một vận động viên bơi nữ, trong tư thế chuẩn bị nhảy xuống nước từ bục xuất phát, trên nền đồng tiền một nữ vận động viên khác chuẩn bị nhảy xuống nước trong cảnh được lấy từ một bức tượng đồng cổ.

## Sách
- Bender N. & Hirt N., Did Turkish Van cats lose their fear of water? Forschungspraktikum Evolutionsökologie, University of Bern, Bern 2002.
- Cox, Lynne (2005 by Harvest Books). Swimming to Antarctica: Tales of a Long-Distance Swimmer. 2005 by Harvest Books. ISBN 0-15-603130-2. {{Chú thích sách}}: Kiểm tra giá trị ngày tháng trong: |year= (trợ giúp)Quản lý CS1: năm (liên kết)
- Maniscalco F., Il nuoto nel mondo greco romano, Naples 1993.
- Mehl H., Antike Schwimmkunst, Munchen 1927.
- Schuster G., Smits W. & Ullal J., Thinkers of the Jungle. Tandem Verlag 2008.
- Sprawson, Charles (2000). Haunts of the Black Masseur - The Swimmer as Hero. University of Minnesota Press. ISBN 0-8166-3539-0.svin
- Tarpinian, Steve (1996). The Essential Swimmer. The Lyons Press. ISBN 1-55821-386-4.